# Rajdowe Samochodowe Mistrzostwa Polski 2003
Ten artykuł dotyczy sezonu 2003 Rajdowych Samochodowych Mistrzostw Polski.

## Kalendarz
| Runda | Data          | Rajd                | Baza             | Nawierzchnia | Dod. kat. |          |
| ----- | ------------- | ------------------- | ---------------- | ------------ | --------- | -------- |
| 1     | 2.05 – 3.05   | 31. Rajd Elmot      | Świdnica         | asfalt       |           | Wyniki   |
| 2     | 30.05 – 31.05 | 60. Rajd Polski     | Kłodzko          | asfalt       | ERC 20    | Wyniki   |
| 3     | 28.06 – 29.06 | 29. Rajd Kormoran   | Olsztyn          | szuter       |           | Wyniki   |
| 4     | 18.07 – 19.07 | 26. Rajd Krakowski  | odwołany         | odwołany     | odwołany  | odwołany |
| 5     | 8.08 – 9.08   | 11. Rajd Rzeszowski | Rzeszów          | asfalt       |           | Wyniki   |
| 6     | 5.09 – 6.09   | 51. Rajd Śląski     | Jastrzębie-Zdrój | asfalt       |           | Wyniki   |
| 7     | 26.09 – 27.09 | 23. Rajd Karkonoski | odwołany         | odwołany     | odwołany  | odwołany |
| 8     | 18.10 – 19.10 | 30. Rajd Warszawski | Płońsk           | szuter       |           | Wyniki   |

## Klasyfikacje

### Klasyfikacja generalna kierowców[2]
Kierowcy nie zgłoszeni do RSMP (startujący np. podczas Rajdu Polski) nie są brani pod uwagę. Do klasyfikacji wliczanych było 5 z 6 najlepszych wyników. Nie zaliczano kierowców, którzy nie zostali sklasyfikowani w minimum dwóch rajdach.
| Poz. | Kierowca                                              | ELM | POL | KOR | RZE | ŚLĄ | WAR | Suma punktów |
| ---- | ----------------------------------------------------- | --- | --- | --- | --- | --- | --- | ------------ |
| 1    | Tomasz Czopik                                         | (4) | 1*  | 4   | 1*  | 1   | 2   | 45           |
| 2    | Sebastian Frycz                                       | 2   | 2   | (6) | 2   | 3   | 3   | 36           |
| 3    | Leszek Kuzaj                                          | 1*  | NU  | 1*  | NU  | NU* | 1*  | 34           |
| 4    | Michał Bębenek                                        | 3   | 3   | 5   | NU  | 2   | 4   | 29           |
| 5    | Maciej Lubiak                                         | 7   | 4   | 7   | 3   | (8) | 6   | 18           |
| 6    | Michał Sołowow                                        | 5   | NU  | 8   | 6   | 5   | 5   | 16           |
| 7    | Mariusz Stec                                          | 6   | 6   | NU  | 5   | NU  | 7   | 12           |
| 8    | Grzegorz Grzyb                                        | 8   | DK  | 9   | 4   | 6   | 10  | 9            |
| 9    | Piotr Maciejewski                                     | 9   | 18  |     | 8   | 4   | 9   | 6            |
| 10   | Damian Jurczak                                        | 11  | 5   |     | NU  | 7   | 12  | 6            |
| 11   | Michał Duda                                           | 10  |     | 10  | 7   |     | 11  | 2            |
| 12   | Piotr Adamus                                          | NU  | 7   | 11  | 12  | 12  | 17  | 2            |
| 13   | Michał Kościuszko                                     | 13  | 8   |     |     | NU  | 13  | 1            |
| NK   | Tomasz Kuchar                                         |     |     | 2   |     |     |     | (8)          |
| NK   | Krzysztof Hołowczyc                                   |     |     | 3   |     |     |     | (6)          |
| NK   | Zbigniew Gabryś                                       | NU  | NU  | NU  | NU  | NU  | 8   | (1)          |
|      | Klucz punktacji: 10-8-6-5-4-3-2-1                     |     |     |     |     |     |     |              |
|      | * dodatkowy punkt za wygranie największej liczby OSów |     |     |     |     |     |     |              |

| Kolor     | Opis                   |
| --------- | ---------------------- |
| Złoty     | Zwycięzca              |
| Srebrny   | 2. miejsce             |
| Brązowy   | 3. miejsce             |
| Zielony   | Punktowane miejsce     |
| Niebieski | Ukończył nie punktował |
| Fioletowy | Nie ukończył NU        |
| Czarny    | Wykluczony X           |
| Biały     | Nie wystartował NW     |
| Puste     | Nie brał udziału       |

| Poz. | Kierowca                                              | ELM | POL | KOR | RZE | ŚLĄ | WAR | Suma punktów |
| ---- | ----------------------------------------------------- | --- | --- | --- | --- | --- | --- | ------------ |
| 1    | Tomasz Czopik                                         | (4) | 1*  | 4   | 1*  | 1   | 2   | 45           |
| 2    | Sebastian Frycz                                       | 2   | 2   | (6) | 2   | 3   | 3   | 36           |
| 3    | Leszek Kuzaj                                          | 1*  | NU  | 1*  | NU  | NU* | 1*  | 34           |
| 4    | Michał Bębenek                                        | 3   | 3   | 5   | NU  | 2   | 4   | 29           |
| 5    | Maciej Lubiak                                         | 7   | 4   | 7   | 3   | (8) | 6   | 18           |
| 6    | Michał Sołowow                                        | 5   | NU  | 8   | 6   | 5   | 5   | 16           |
| 7    | Mariusz Stec                                          | 6   | 6   | NU  | 5   | NU  | 7   | 12           |
| 8    | Grzegorz Grzyb                                        | 8   | DK  | 9   | 4   | 6   | 10  | 9            |
| 9    | Piotr Maciejewski                                     | 9   | 18  |     | 8   | 4   | 9   | 6            |
| 10   | Damian Jurczak                                        | 11  | 5   |     | NU  | 7   | 12  | 6            |
| 11   | Michał Duda                                           | 10  |     | 10  | 7   |     | 11  | 2            |
| 12   | Piotr Adamus                                          | NU  | 7   | 11  | 12  | 12  | 17  | 2            |
| 13   | Michał Kościuszko                                     | 13  | 8   |     |     | NU  | 13  | 1            |
| NK   | Tomasz Kuchar                                         |     |     | 2   |     |     |     | (8)          |
| NK   | Krzysztof Hołowczyc                                   |     |     | 3   |     |     |     | (6)          |
| NK   | Zbigniew Gabryś                                       | NU  | NU  | NU  | NU  | NU  | 8   | (1)          |
|      | Klucz punktacji: 10-8-6-5-4-3-2-1                     |     |     |     |     |     |     |              |
|      | * dodatkowy punkt za wygranie największej liczby OSów |     |     |     |     |     |     |              |

| Kolor     | Opis                   |
| --------- | ---------------------- |
| Złoty     | Zwycięzca              |
| Srebrny   | 2. miejsce             |
| Brązowy   | 3. miejsce             |
| Zielony   | Punktowane miejsce     |
| Niebieski | Ukończył nie punktował |
| Fioletowy | Nie ukończył NU        |
| Czarny    | Wykluczony X           |
| Biały     | Nie wystartował NW     |
| Puste     | Nie brał udziału       |

### Klasyfikacja Grupy N[3]
| Msc. | Kierowca        | Pilot            | Punkty |
| ---- | --------------- | ---------------- | ------ |
| 1    | Sebastian Frycz | -                | 46     |
| 2    | Michał Bębenek  | Grzegorz Bębenek | 46     |
| 3    | Maciej Lubiak   | Maciej Wisławski | 30     |

### Klasyfikacja indywidualna w klasie A – 7[4]
| Msc. | Kierowca             | Pilot         | Punkty |
| ---- | -------------------- | ------------- | ------ |
| 1    | Krzysztof Szumowski  | -             | 10     |
| 2    | Grzegorz Grąbczewski | -             | 7      |
| 3    | Piotr Meresiński     | Marek Brzozok | 6      |

### Klasyfikacja indywidualna w klasie A – 5[5]
| Msc. | Kierowca           | Pilot               | Punkty |
| ---- | ------------------ | ------------------- | ------ |
| 1    | Paweł Stefanicki   | Karol Żurek         | 26     |
| 2    | Marcin Sienkiewicz | -                   | 18     |
| 3    | Grzegorz Sieklucki | Bartosz Foltynowicz | 14     |

### Klasyfikacja indywidualna w klasie N – 3[6]
| Msc. | Kierowca              | Pilot               | Punkty |
| ---- | --------------------- | ------------------- | ------ |
| 1    | Tomasz Ratajczyk      | Damian Paliga       | 31     |
| 2    | Stefan Karnabal       | Tomasz Pędzikiewicz | 28     |
| 3    | Zbigniew Staniszewski | -                   | 20     |

### Klasyfikacja indywidualna w klasie N – 2[7]
| Msc. | Kierowca          | Pilot              | Punkty |
| ---- | ----------------- | ------------------ | ------ |
| 1    | Piotr Wypych      | Maria Szpotańska   | 33     |
| 2    | Maciej Oleksowicz | Andrzej Obrębowski | 33     |
| 3    | Łukasz Olma       | Krzysztof Olma     | 15     |

### Klasyfikacja indywidualna w klasie N – 1[8]
| Msc. | Kierowca           | Pilot | Punkty |
| ---- | ------------------ | ----- | ------ |
| 1    | Marcin Sienkiewicz | -     | 3      |

### Klasyfikacja „Trofeum 1600”[9]
| Msc. | Kierowca       | Pilot              | Punkty |
| ---- | -------------- | ------------------ | ------ |
| 1    | Grzegorz Grzyb | Przemysław Mazur   | 50     |
| 2    | Damian Jurczak | Ryszard Ciupka     | 34     |
| 3    | Piotr Adamus   | Magdalena Zacharko | 32     |

### Klasyfikacja indywidualna „Talent Roku 2003” wśród kierowców[10]
| Msc. | Kierowca           | Punkty |
| ---- | ------------------ | ------ |
| 1    | Mariusz Pelikański | 44     |
| 2    | Michał Duda        | 40     |
| 3    | Marcin Dobrowolski | 22     |

### Klasyfikacja indywidualna „Talent Roku 2003” wśród pilotów[11]
| Msc. | Pilot            | Punkty |
| ---- | ---------------- | ------ |
| 1    | Przemysław Mazur | 44     |
| 2    | Zbigniew Gruszka | 38     |
| 3    | Daniel Dymurski  | 31     |

### Klasyfikacja Zespołów Sponsorskich[12]
| Msc. | Zespół                          | Punkty |
| ---- | ------------------------------- | ------ |
| 1    | Kulig Promotion                 | 63     |
| 2    | SAPA Rally Team                 | 40     |
| 3    | Peugeot Sport Polska Rally Team | 19     |

### Klasyfikacja Zespołów Producenckich[13]
| Msc. | Zespół  | Punkty |
| ---- | ------- | ------ |
| 1    | Peugeot | 4      |

### Rajdowy Puchar Peugeot[14]
| Msc. | Kierowca            | Pilot           | Punkty |
| ---- | ------------------- | --------------- | ------ |
| 1    | Mariusz Pelikański  | Daniel Dymurski | 125    |
| 2    | Dariusz Poloński    | Grzegorz Dobosz | 124    |
| 3    | Piotr Starczukowski | -               | 84     |